# ثابت گرانشی گاوسی

The semi-major (a) and semi-minor axis (b) of an ellipse

ثابت گرانشی گاوسی(نماد k) (انگلیسی: Gaussian gravitational constant). پارامتری است که در مکانیک مداری منظومه شمسی استفاده می‌شود. تناوب مداری را به محور نیمه اصلی مدار و جرم جسم در حال گردش بر حسب جرم خورشید مرتبط می‌کند.
مقدار k از نظر تاریخی میانگین سرعت زاویه‌ای منظومه زمین + ماه و خورشید را بیان می‌کند که به عنوان یک مسئله دو جسم در نظر گرفته می‌شود و مقدار آن حدود ۰٫۹۸۶ درجه در روز یا حدود ۰٫۰۱۷۲ رادیان در روز است. در نتیجه قانون گرانش و قانون سوم کپلر، k با جذر پارامتر گرانشی استاندارد خورشید نسبت مستقیم دارد و مقدار آن بر حسب رادیان در روز با تنظیم محور نیمه اصلی زمین (واحد نجومی، au) به وحدت، k:(rad/d) = (GM☉)۰٫۵·au-1.5.
مقدار k = ۰٫۰۱۷۲۰۲۰۹۸۹۵ راد در روز توسط کارل فردریش گاوس در اثرش در سال ۱۸۰۹ در Theoria Motus Corporum Coelestium در Sectionibus Conicis Solem Ambientum (تئوری حرکت اجرام آسمانی که در اطراف خورشید در بخش‌های مخروطی حرکت می‌کنند) تعیین شد. ] مقدار گاوس به عنوان یک مقدار ثابت و تعریف شده توسط IAU معرفی شد (مصوب در سال ۱۹۳۸، به‌طور رسمی در سال ۱۹۶۴ تعریف شد)، که آن را از نمایش فوری آن از میانگین سرعت زاویه ای (قابل مشاهده) منظومه خورشید-زمین جدا کرد. در عوض، واحد نجومی اکنون به یک کمیت قابل اندازه‌گیری تبدیل شده‌است که کمی متفاوت از واحد است. این در مکانیک آسمانی قرن بیستم برای جلوگیری از انطباق ثابت پارامترهای مداری با مقادیر اندازه‌گیری شده به روز مفید بود، اما به قیمت شهودی تمام شد، زیرا واحد نجومی، ظاهراً یک واحد طول، اکنون به اندازه‌گیری وابسته بود. قدرت نیروی گرانش
IAU مقدار تعریف شده k را در سال ۲۰۱۲ به نفع مقدار تعریف شده واحد نجومی ۱٫۴۹۵۹۷۸۷۰۷۰۰×۱۰۱۱ متر رها کرد، در حالی که قدرت نیروی گرانشی اکنون باید در پارامتر گرانشی استاندارد جداگانه GM☉ بیان شود، که در اندازه‌گیری شده‌است. واحدهای SI m3⋅s-2.[2]